# Prestoea simplicifolia
Prestoea simplicifolia là loài thực vật có hoa thuộc họ Arecaceae. Loài này được Galeano-Garcés miêu tả khoa học đầu tiên năm 1986.